# Plenasium
Plenasium é um pequeno género de pteridófitas da família Osmundaceae, reconhecido na classificação do Pteridophyte Phylogeny Group de 2016 (a PPG I), mas mantido dentro de um género Osmunda amplamente circunscrito por outras fontes. O género é conhecido como presente no registo fóssil datado desde o início do Cretáceo até ao presente.

## Taxonomia e filogenia
A base de dados taxonómicos Checklist of Ferns and Lycophytes of the World aceita as seguintes espécies, as quais se encontram filogeneticamente relacionadas da seguintes forma:

|  | Plenasium vachellii (Hook.) C.Presl                                                                               |
|  | |
|  | \| \| Plenasium banksiifolium (C.Presl) C.Presl \| \| \| \| \| \| Plenasium javanicum (Blume) C.Presl \| \| \| \| |
|  | |
|  | Plenasium banksiifolium (C.Presl) C.Presl                                                                         |
|  | |
|  | Plenasium javanicum (Blume) C.Presl                                                                               |
|  | |

|  | Plenasium banksiifolium (C.Presl) C.Presl |
|  |                                           |
|  | Plenasium javanicum (Blume) C.Presl       |
|  |                                           |

|  | Plenasium vachellii (Hook.) C.Presl                                                                               |
|  | |
|  | \| \| Plenasium banksiifolium (C.Presl) C.Presl \| \| \| \| \| \| Plenasium javanicum (Blume) C.Presl \| \| \| \| |
|  | |
|  | Plenasium banksiifolium (C.Presl) C.Presl                                                                         |
|  | |
|  | Plenasium javanicum (Blume) C.Presl                                                                               |
|  | |

|  | Plenasium banksiifolium (C.Presl) C.Presl |
|  |                                           |
|  | Plenasium javanicum (Blume) C.Presl       |
|  |                                           |

As seguintes espécies fósseis são igualmente aceites:
- †P. arnoldii (C.N.Mill. 1967) Bomfleur, Grimm & McLoughlin 2017
- †P. bransonii (Tidwell & Medlyn, 1991) Bomfleur, Grimm & McLoughlin 2017 (?Eocene: New Mexico, USA).
- †P. burgii (Tidwell & J.E.Skog, 2002) Bomfleur, Grimm & McLoughlin 2017 (Early Cretaceous: Nebraska, USA).
- †P. chandleri (Arnold 1952) Bomfleur, Grimm & McLoughlin
- †P. crossii (Tidwell & L.R.Parker, 1987) Bomfleur, Grimm & McLoughlin 2017 (Paleocene: Wyoming, USA).
- †P. dakotense (Tidwell & J.E.Skog, 2002) Bomfleur, Grimm & McLoughlin 2017 (Early Cretaceous: South Dakota, USA).
- †P. dowkeri (Carruthers 1870) Bomfleur, Grimm & McLoughlin 2017
- †P. moorei (Tidwell & Medlyn, 1991) Bomfleur, Grimm & McLoughlin 2017 (?Eocene: New Mexico, USA).
- †P. nebraskense (Tidwell & J.E.Skog, 2002) Bomfleur, Grimm & McLoughlin 2017 (Early Cretaceous: Nebraska, USA).
- †P. (Aurealcaulis) elegans Hiller et al. 2019 (Eocene, Vietnam)[7]
- †P. (Plenasium) xiei Cheng et al. 2019 (Late Cretaceous, Northeastern China)[8]